# Gabriel Mariano
José Gabriel Lopes da Silva, conhecido como Gabriel Mariano. Nasceu no dia 18 de Maio de 1928, em Cabo-Verde, Ilha de S. Nicolau, na Vila da Ribeira Brava, também conhecida como Stanxa (Estância).
Gabriel Mariano, desde os tempos de estudante no Liceu Gil Eanes em Mindelo, S. Vicente, Cabo-Verde manteve intensa actividade cultural, escrevendo peças teatrais, como por exemplo Clandestinos no Céu, participou na criação do jornal Restauração, uma revista de oposição estudantil, com Jorge Pedro Barbosa, do Suplemento Cultural com Carlos Alberto Monteiro, que a censura fechou após o primeiro número e do Boletim de Cabo-Verde.
Em 1954 Gabriel Mariano veio estudar para Portugal, Lisboa, na Faculdade de Direito de Lisboa onde se licenciou em Direito. Na cidade de Lisboa viveu em casa de uma tia materna no pitoresco Bairro de Campo de Ourique frequentado, entre outros, o famoso “Café Canas”. Frequentou também a “Casa dos Estudantes do Império”, criada no contexto da política imperial do Estado Novo, cujo chefe de fila era Salazar. Cedo este espaço revelou-se um local de fermentação de uma consciência anticolonial entre os jovens oriundos das colónias a estudar em Lisboa. Gabriel Mariano conviveu com Amílcar Cabral, futuro líder do Partido Africano para a Independência da Guiné e Cabo-Verde (PAIGC) e Agostinho Neto futuro líder do Movimento Popular de Libertação de Angola (MPLA). Como consequência destas actividades Gabriel Mariano foi “fichado” pela PIDE (Polícia Internacional e de Defesa do Estado).
O seu desejo sempre foi regressar para as Ilhas do Cabo-Verde. No ano de 1961, por sua opção, foi colocado em S. Tomé e Príncipe como Conservador dos Registos por não existir uma vaga em Cabo-Verde. Naquele tempo o Conservador dos Registos substituía o Juiz. Por regra, nas comarcas de Cabo-Verde e S. Tomé o Conservador era também o Juiz. Não eram comarcas apetitosas como Luanda (Angola) ou Lourenço Marques, hoje Maputo (Moçambique). Em 1963 conseguiu ser transferido para Cabo-Verde, Ilha de Santiago, Cidade da Praia onde foi Conservador dos Registos e Juiz.
A sua actividade cultural era considerada subversiva pelo governo fascista de Salazar e em 1965, como forma de castigo, o senhor Ministro do Ultramar, Silva Cunha, desterrou-o para a Ilha de Moçambique, Moçambique. Na sua companhia foram a sua mulher e três filhos pequenos, João, José e Valdemar.
Gabriel Mariano permaneceu na Ilha de Moçambique até ao ano de 1971. Em 1970 concorreu para magistratura judicial tendo ficado em segundo lugar com a nota de Bom com Distinção. O regime salazarista não teve outro remédio senão colocá-lo numa comarca com a categoria de Juiz de Direito. Entre outras, a comarca escolhida por Gabriel Mariano foi a comarca do Bié, Silva Porto, Angola. Como ele dizia, a comarca do Bié era a única que estava mais próxima de Cabo-Verde.
Quando ocorre o 25 de Abril de 1974 Gabriel Mariano encontrava-se na comarca de Benguela, Angola. Nesse momento pede transferência para Cabo-Verde onde foi colocado, em 1975, como Juiz de Direito na Cidade da Praia.
Exerceu a magistratura judicial em Portugal nas comarcas de Lisboa, onde participou no desmantelamento da PIDE, Mafra e Sintra.
Gabriel Mariano no dia 18 de Fevereiro de 2002 faleceu em Queluz, cidade onde residia. Dos seus três filhos, nasce a neta favorita, Neuza Mariano, que ainda hoje segue as pisadas ao avô na poesia mas no mundo digital, ao promover o seu legado.  
O seu corpo repousa no cemitério da cidade do Mindelo, Ilha de S. Vicente, Cabo-Verde. 
Publicou poemas, contos e ensaios. Tem poemas em português e em crioulo. O seu poema mais conhecido é “Capitão Ambrósio”, que durante o Estado Novo vivia na clandestinidade e o seu conto mais conhecido é “Vida e Morte de João Cabafume”. Os contos de nome “O Intruso” e “Filho Primogénito” foram representados pela Companhia Teatral BUBUR em Portugal, Porto e Sintra e em S. Paulo, Brasil. Gabriel Mariano interessou-se pela promulgação e estudo da poesia em crioulo.

## Obras
- A Mestiçagem: seu papel na formação da sociedade caboverdeana (ensaio publicado no "Suplemento Cultural", 1958)
- Do Funco ao Sobrado ou o Mundo que o Mulato Criou (ensaio publicado em "Colóquios Caboverdeanos", 1959)
- 12 Poemas de Circunstâncias (1965)
- Amor e partida na poesia crioula de Eugénio Tavares ou inquietação amorosa
- Capitão Ambrósio
- Inquietação e serenidade. Aspectos da insularidade na poesia de Caboverde
- Nome de casa e nome de igreja
- O Rapaz Doente (1963)
- Osvaldo Alcântara - O Caçador de heranças ou inquietação social
- Uma Introdução à Poesia de Jorge Barbosa
- Vida e Morte de João Cabafume (contos, Via Editora, 1976)
- Cultura Caboverdeana (ensaios, editora Vega, 1991)
- Ladeira Grande (antologia poética, editora Vega, 1993)

## Prémios
- Prémio de Literatura Africana em 1976 e Prémio Vale Flor em 1996 pelo livro de contos Vida e Morte de João Cabafume.
- Em 1957 e 1958 ganhou prémios como contista outorgados pela Universidade de Lisboa e Universidade de Coimbra
- Homenageado pela Associação de Escritores Cabo-Verdeanos na Cidade da Praia em 02 de Junho de 2000.
- Ordem do Vulcão.